# Doriano Romboni

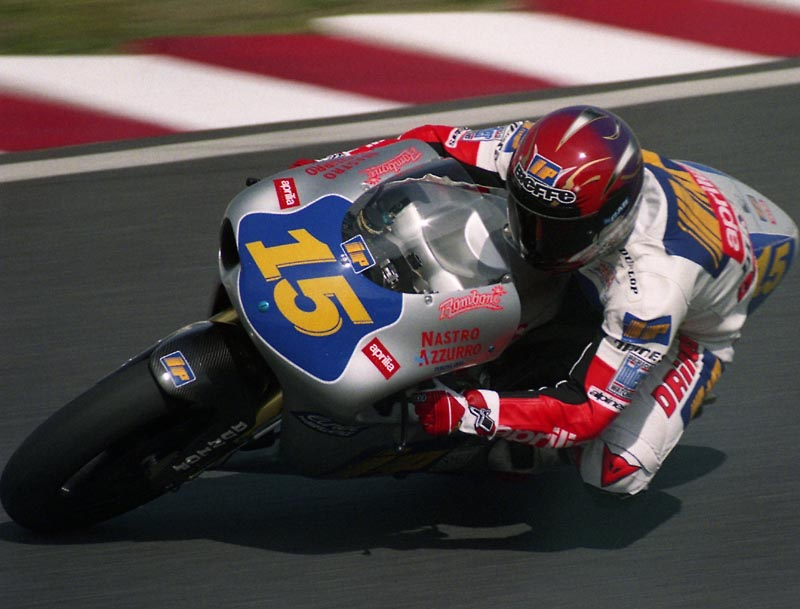
Doriano Romboni under Japans GP 1996.

Doriano Romboni, född 8 december 1968 i Lerici i Ligurien, död 30 november 2013 i Latina i Lazio, var en italiensk roadracingförare. Han gjorde debut i 125GP-klassen i rodracingens Grand Prix säsongen 1989. Året därpå vann hann sina två första Grand Prix-segrar och blev fyra i VM. Han flyttade sedan upp till 250-klassen där han blev kvar till 1996. Romboni körde Honda alla år utom det sista då han grenslade en Aprilia. Han tog totalt fyra Grand prix-segrar åren 1993-1995 och blev som bäst fyra i VM. Det inträffade 1994.
Säsongen 1996 flyttade Romboni upp i 500-klassen och körde för Aprilias fabriksteam. Han fortsatte för Aprilia 1997 och nådde en tredjeplats i TT Assen som bäst. Aprilia lade ner sin satsning efter säsongen och 1998 körde Romboni endast årets första GP i Japan på en Muz Weber. Därefter tävlade han inte mer i något Grand prix. Åren 1999, 2000 och 2004 körde han några race i Superbike-VM utan att nå prispallen.
Doriano Romboni avled den 30 november 2013 av skador han ådrog sig vid en olycka på träningen inför Sic day -  en Supermoto-tävling till minne av den 2011 förolyckade roadracingföraren Marco Simoncelli.